# 万物生长
《万物生长》（英語：Ever Since We Love）是李玉执导的一部中国青春剧情片，方励监制，改编自冯唐的同名小说。韩庚、范冰冰、齐溪、吴莫愁、沙溢、李梦主演。原定于2015年4月24日上映，后来提档至4月17日公映。

## 剧情
以秋水与柳青“虎狼大战”般的爱情为核心，以男主角秋水经历的三段混蛋爱情为主线，展现了一群20多岁的医学院男生蓬勃成长的放肆青春故事。

## 角色
| 演員   | 角色   | 備註           |
| 韩庚   | 秋水   | 医学院学生     |
| 范冰冰 | 柳青   |                |
| 齐溪   | 白露   | 秋水的女朋友   |
| 吴莫愁 | 魏妍   | 医学院学生     |
| 沙溢   | 白老師 | 医学院老师     |
| 李梦   | 小滿   | 秋水的初戀女友 |

## 创作
这是李玉导演与范冰冰的第四次合作，也是李玉与摄影师曾剑继2011年的《观音山》后的又一次合作。2014年9月18日在天津铁道职业技术学院开机，该校也是《唐山大地震》、《中国合伙人》、《怒放2013》的拍摄地。剧组耗时三月斥资千万，从全球多地精心收集上百处的骨骼、标本、实验器材，实景建成片中的重要场景——医学解剖实验室及装备。
主题曲《万物生长》由冯唐作词，宋冬野献唱。

## 发行
2015年2月3日首次发布海报与预告片。中国首周三天收入7300万人民币，位居亚军。第二周收6390万列第三位。第三周收1010万列第七位，最终累计1.5亿。